# Мирослав Клозе
Мирослав Клозе (пољ. Mirosław Marian Klose, Ополе, 9. јун 1978) је бивши немачки фудбалер, који је играо на позицији нападача. Најбољи је стрелац у историји Светских првенстава у фудбалу.
Његова мајка Барбара је била члан одбојкашке репрезентације Пољске (82 међународне утакмице), а отац Јозеф Клозе био је Немац и играо је фудбал за Одра Опол, и Осер. Породица се прво преселила у Француску и касније, 1987, у Кузел у Немачку.

## Биографија
На почетку каријере играо је као аматер. Први уговор потписао је 1998. са Хомбургом , где је остао једну сезону и одиграо 20 утакмица постигавши 11 голова.
Наредне сезоне је прешао у Кајзерслаутерн где се задржао од 1999 до 2004. У дресу Кајзерслаутерна одиграо је 132 утакмице и постигао 47 голова.
Од 2004. је првотимац Вердера, где је играо до 2007. Одиграо је 110 утакмица и постигао 60 голова.
2007. године је прешао у Бајерн из Минхена, одакле је 2011. отишао у Лацио.
Први позив за репрезентацију добио је 2001. године, када је дебитовао у утакмици квалификација за Светско првенство у фудбалу 2002. против Албаније и постигао један гол. Отишао је на то Светско првенство и у првој утакмици против репрезентације Саудијске Арабије постигао је хет-трик.
Учествовао је и на Светском првенству у фудбалу 2006, где је освојио титулу најбољег стрелца са 5 постигнутих голова. На Светском првенству 2010. постигао је још четири гола, а голом против Гане у другом колу групне фазе на Светском првенству 2014. изједначио се са Роналдом на првом месту вечне листе стрелаца на Светским првенствима са 15 голова. У полуфиналној утакмици против Бразила, Клозе постиже погодак у победи његове репрезентације 7:1, чиме постаје најбољи стрелац у историји Светских првенстава у фудбалу.
За репрезентацију Немачке је одиграо укупно 137 утакмица и постигао 71 гол. Постигавши 69. гол за репрезентацију, 6. јуна 2014. године постао је најбољи стрелац немачке репрезентације у историји.

## Највећи успеси

### Вердер Бремен
- Лига куп Немачке (1) – 2006.

### Бајерн Минхен
- Првенство Немачке (2) – 2007/08, 2009/10.
- Куп Немачке (2) – 2007/08, 2009/10.
- Лига куп Немачке (1) 2007.
- Суперкуп Немачке (1) – 2010.
- Лига шампиона – финале 2009/10.

### Лацио
- Куп Италије (1) 2012/13.

### Репрезентација Немачке
- Светско првенство (1) 2014. (финале 2002).
- Европско првенство финале 2008.